# Leo Tindemans
Leonard Clemence "Leo" Tindemans (n. 16 aprilie 1922, Zwijndrecht, Flandra, Belgia – d. 26 decembrie 2014, Edegem, Flandra, Belgia) a fost un politician creștin-democrat din Flandra, prim-ministru al Belgiei din 1974 până în 1978. Federalist convins, este celebru pentru raportul său din 1975 despre viitorul Uniunii Europene, care preconiza o uniune politică și monetară, o consolidare a puterii parlamentare și o politică de securitate și exterioară comună. A fost ministru al afacerilor externe al Belgiei între 1981 și 1989 și a fost ales europarlamentar la alegerile din 1979, 1989 și 1994. A fost președinte al Partidului Popular European între 1976 și 1985, actualmente având rolul de președinte onorific.
Este celebru pentru raportul său din 1975 prezentat Consiliului European, care prevedea  o uniune politică și monetară, o consolidare a puterii parlamentare și o politică de securitate comună în Europa.
În 1976 a primit Premiul Carol cel Mare, care recompensează personalitățile angajate pentru unificarea europeană.